# رستم كندي (كراني)
رستم کندي (بالفارسية: رستم کندی) هي قرية تقع في إيران في قسم کراني الريفي. يقدر عدد سكانها بـ 78 نسمة .